# 大帽山道
大帽山道（英語：Tai Mo Shan Road）是香港新界中部大帽山的一條道路，連接荃錦坳荃錦公路和大帽山林道的西端（雷達站閘口），中途亦可通往扶輪公園及茶水亭。該道路是荃灣區和元朗區的分隔線之一。由山頂雷達站計起約三公里的大帽山道是限制道路，設有值崗閘口及停車場，只容許行人、單車及持有許可證車輛通過閘口直上山頂雷達站，一般私家車從荃錦公路駛至值崗閘口須於停車場泊車，遊人可徒步前行。而閘口以南亦有一支路可通往施樂園。大帽山道由扶輪公園至山頂路段狹窄，亦未設有街燈，一般只能容納汽車單程通過，故沿路多處設有避車處，遇上對頭車時，其中一方可能需要駛入避車處讓對頭車先行通過。大帽山道沿路中央劃有一白色線，大霧濃罩時汽車需小心依白線行駛以免偏離道路。
麥理浩徑第八段原本途經整條大帽山道，但自2009年10月1日起，閘口至荃錦郊野公園管理站的一段（標距柱編號M153至M156）改經禾塘崗，只有閘口至禾塘崗東端的一小部分仍途經大帽山道。

## 圖片

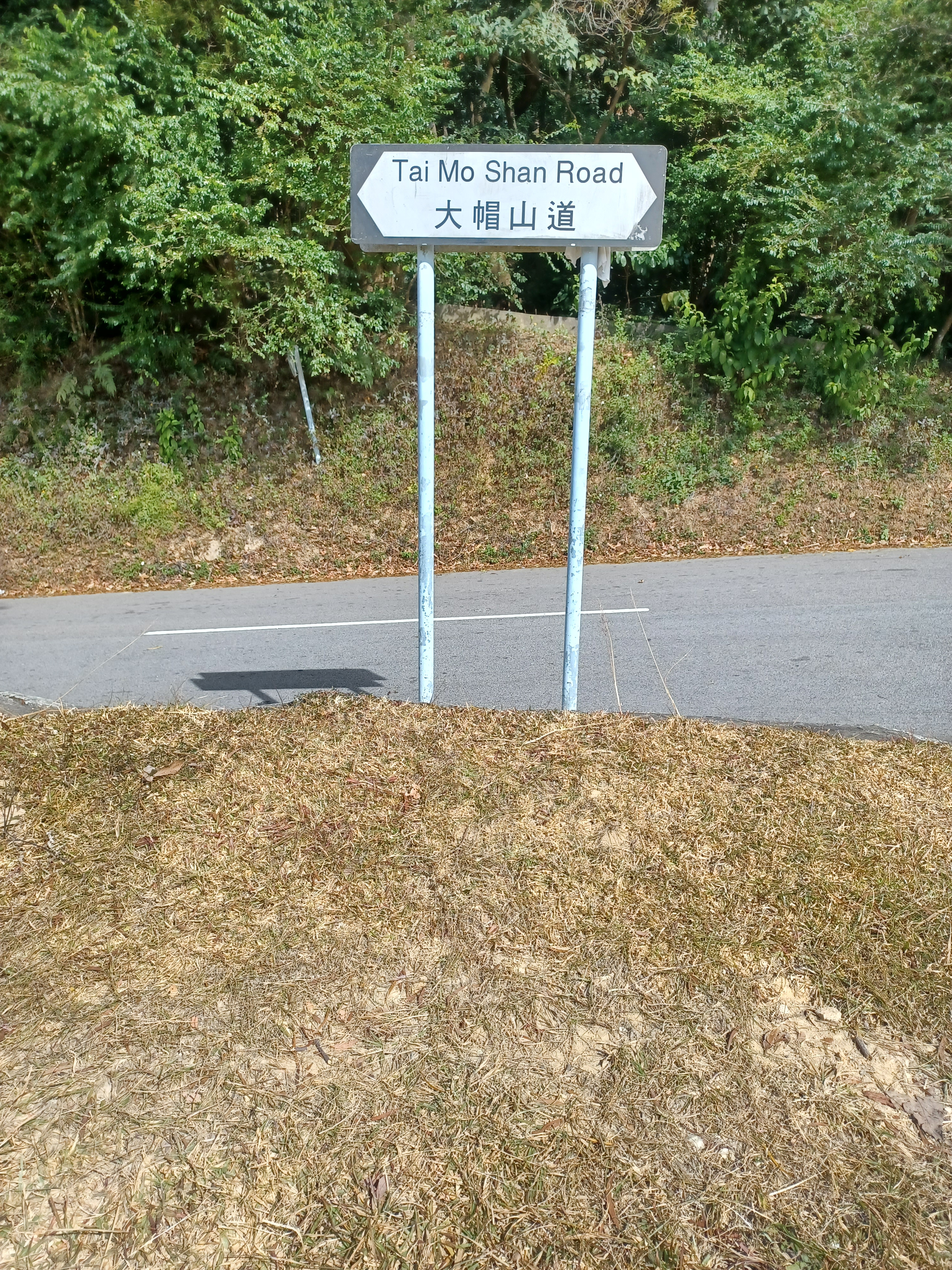
大帽山道路牌
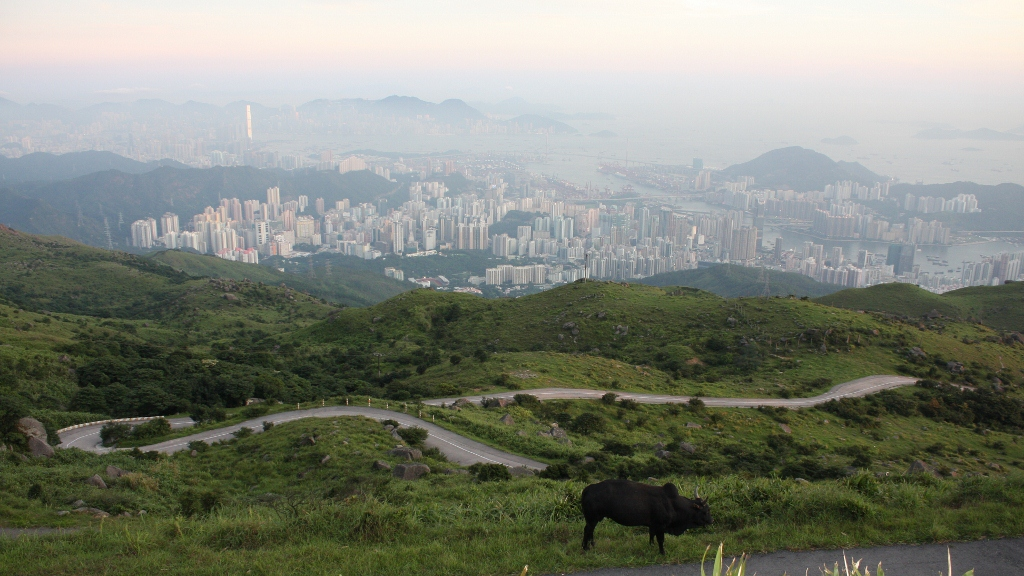
大帽山道
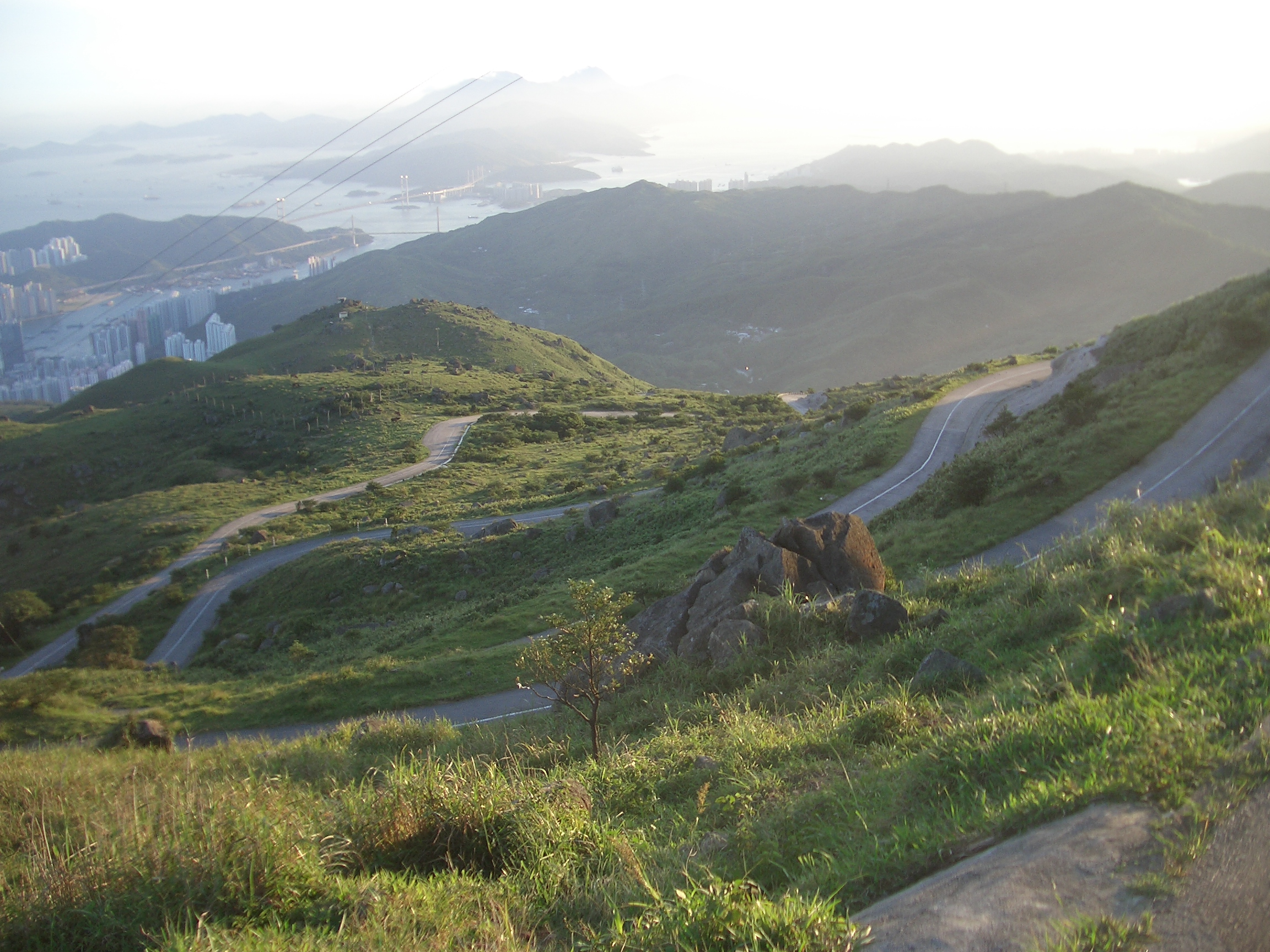
大帽山道
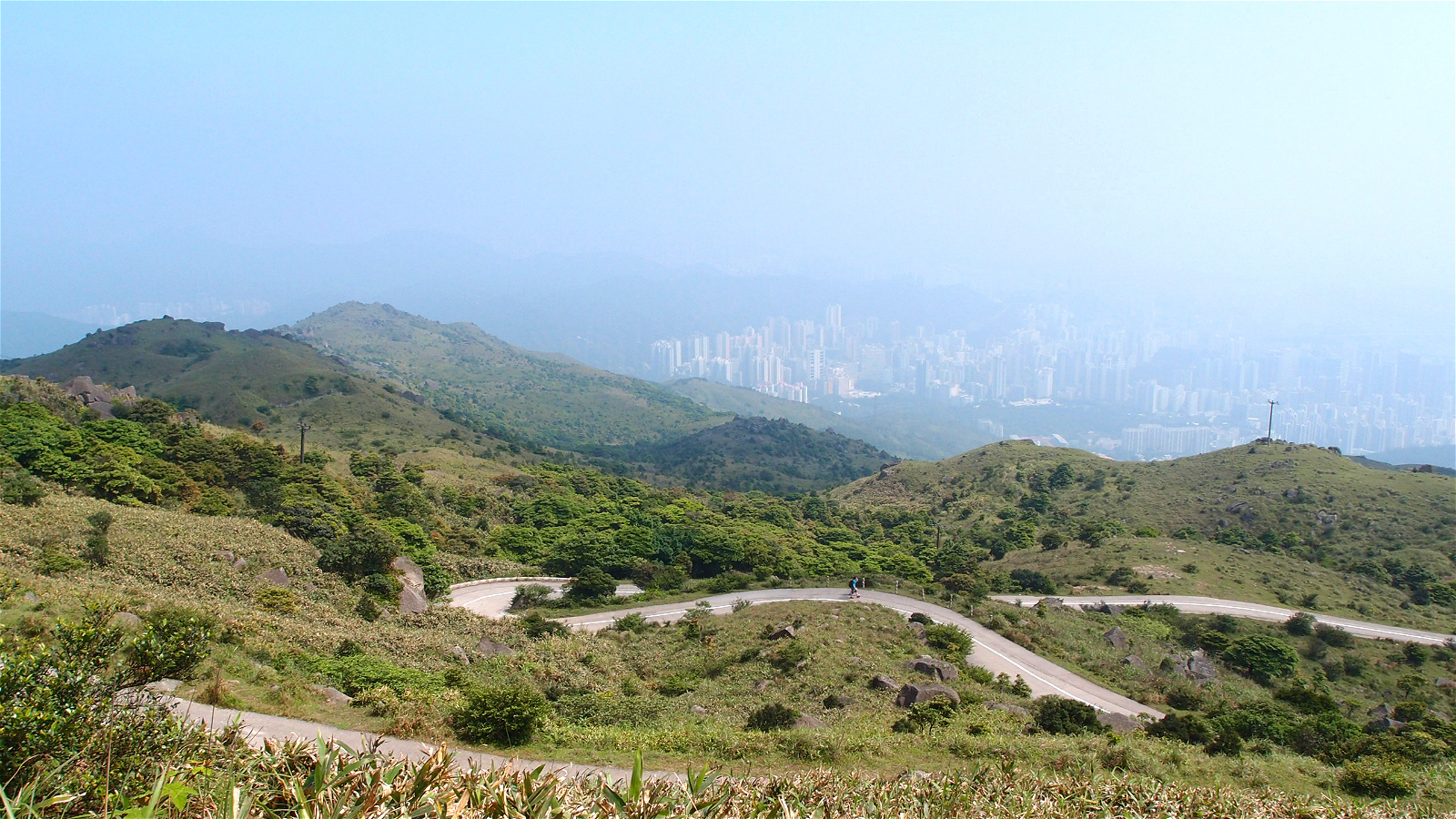
大帽山道
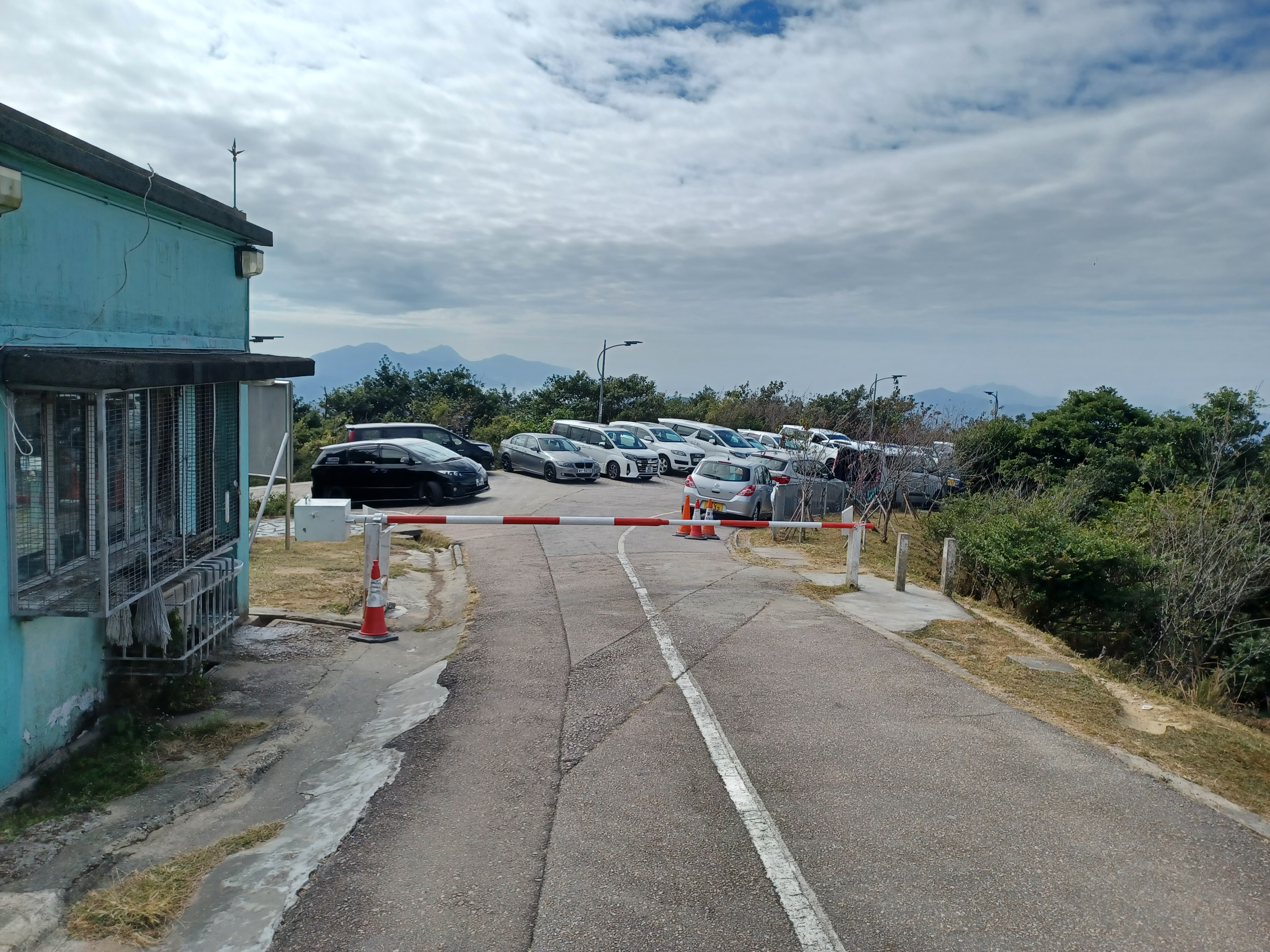
大帽山道的值崗閘口及停車場

## 註腳
1. ↑  顏銘輝. . 香港01. 2018-09-18  [2019-03-18]. （原始内容存档于2019-07-27）.
2. ↑   (PDF). 選舉管理委員會. 2010年12月9日  [2010-12-09]. （原始内容存档 (PDF)于2016-03-04）.
3. ↑  . 郊野樂行. 2010年12月9日  [2010-12-09]. （原始内容存档于2010-11-24）.